# Chlorogonium euchlorum
Chlorogonium euchlorum là một loài tảo trong họ Chlamydomonadaceae, thuộc chi Chlorogonium.

## Hình ảnh

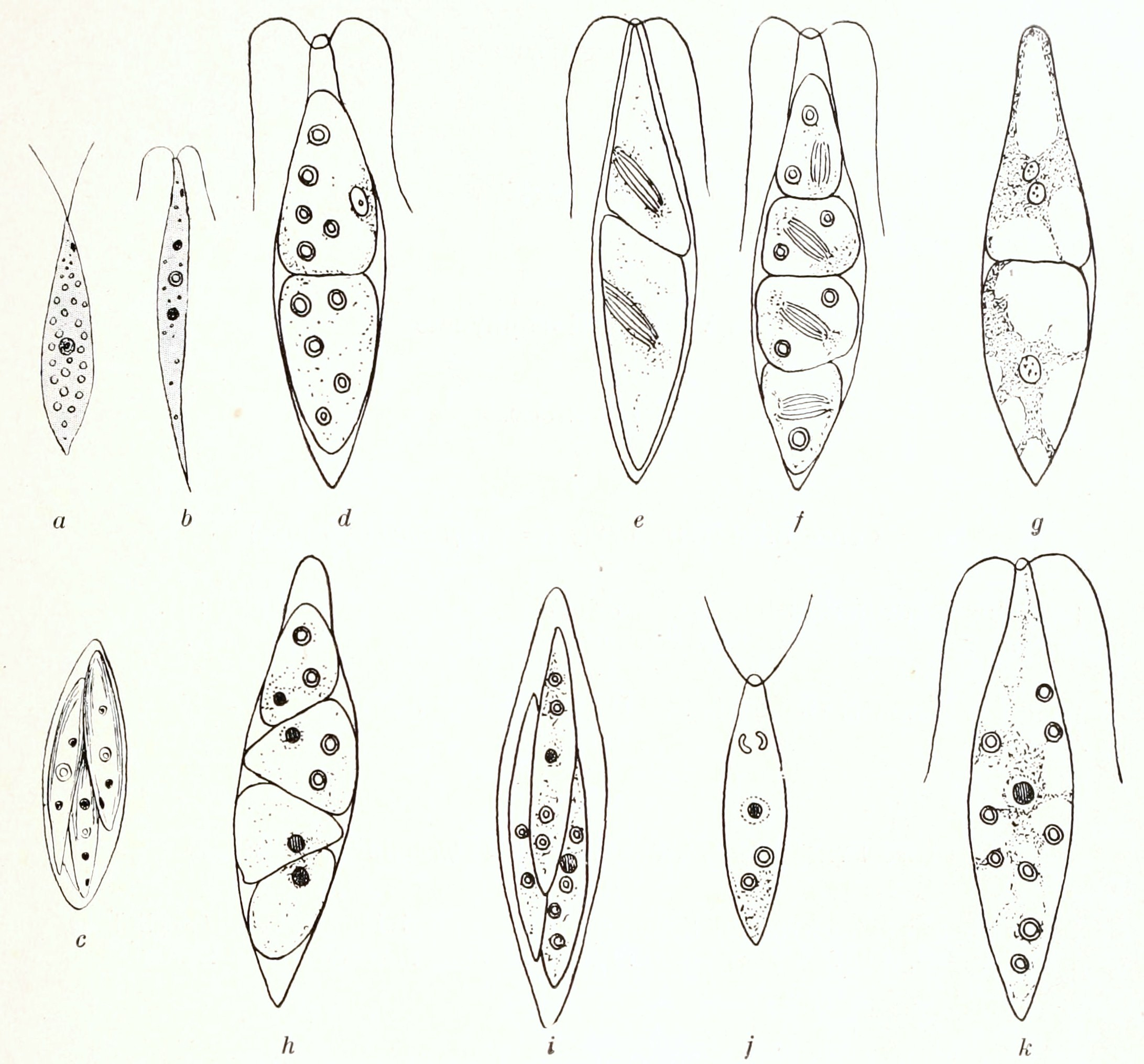